# Ciudad Altamirano
Pour les articles homonymes, voir Altamirano.
Ciudad Altamirano aussi connu sous le nom d'Altamirano, est une ville mexicaine dans l'État de Guerrero, dans la région de Tierra Caliente (es). C'est le chef de la municipalité de Pungarabato (es).